# سانتياغو رودريغيز (نحات)
سانتياغو رودريغيز (بالفرنسية: Santiago Rodríguez Bonome)‏ (و. 1901 – 1995 م) هو نحات، وخزاف إسباني، ولد في سانتياغو دي كومبوستيلا، توفي في باريس، عن عمر يناهز 94 عاماً.